# Inflacja pieniężna
Inflacja pieniężna to termin używany przez ekonomistów szkoły austriackiej, monetarystów i szkoły neoklasycznej, pozwalający na odróżnienie inflacji tego typu od inflacji cenowej, będącej, według wyżej wymienionych szkół, jedynie następczynią omawianego rodzaju inflacji w procesie kształtowania się zjawiska. Początkowo w teorii ekonomii termin inflacja był utożsamiany właśnie z inflacją pieniężną, obecnie jednak, pod tym pojęciem rozumie się inflację cenową.  Inflacja pieniężna to inflacja wywołana przez niekorzystną relację strumienia pieniężnego  na rynku do innych strumieni gospodarczych (nadmierna emisja pieniądza).